# Kanton Heiltz-le-Maurupt
Der Kanton Heiltz-le-Maurupt war bis 2015 ein französischer Kanton im Arrondissement Vitry-le-François im Département Marne und in der Region Champagne-Ardenne; sein Hauptort war Heiltz-le-Maurupt, Vertreter im Generalrat des Départements war zuletzt von 2001 bis 2015 Charles de Courson.
Der Kanton Heiltz-le-Maurupt war 281,13 km² groß und hatte (2006) 3.503 Einwohner, was einer Bevölkerungsdichte von 12,5 Einwohnern pro km² entsprach.

## Gemeinden
Der Kanton bestand aus 22 Gemeinden:
| Gemeinde                   | Einwohner Jahr | Fläche km² | Bevölkerungsdichte | Code INSEE | Postleitzahl |
| -------------------------- | -------------- | ---------- | ------------------ | ---------- | ------------ |
| Alliancelles               | 144 (2013)     | –          | – Einw./km²        | 51006      | 51250        |
| Bassu                      | 128 (2013)     | –          | – Einw./km²        | 51039      | 51300        |
| Bassuet                    | 258 (2013)     | –          | – Einw./km²        | 51040      | 51300        |
| Bettancourt-la-Longue      | 83 (2013)      | –          | – Einw./km²        | 51057      | 51330        |
| Bussy-le-Repos             | 140 (2013)     | –          | – Einw./km²        | 51098      | 51330        |
| Changy                     | 116 (2013)     | –          | – Einw./km²        | 51122      | 51300        |
| Charmont                   | 221 (2013)     | –          | – Einw./km²        | 51130      | 51330        |
| Val-de-Vière               | 129 (2013)     | –          | – Einw./km²        | 51218      | 51340        |
| Heiltz-le-Maurupt          | 412 (2013)     | –          | – Einw./km²        | 51289      | 51340        |
| Heiltz-l’Évêque            | 302 (2013)     | –          | – Einw./km²        | 51290      | 51340        |
| Jussecourt-Minecourt       | 205 (2013)     | –          | – Einw./km²        | 51311      | 51340        |
| Outrepont                  | 98 (2013)      | –          | – Einw./km²        | 51420      | 51300        |
| Possesse                   | 176 (2013)     | –          | – Einw./km²        | 51442      | 51330        |
| Saint-Jean-devant-Possesse | 40 (2013)      | –          | – Einw./km²        | 51489      | 51330        |
| Sogny-en-l’Angle           | 52 (2013)      | –          | – Einw./km²        | 51539      | 51340        |
| Vanault-le-Châtel          | 176 (2013)     | –          | – Einw./km²        | 51589      | 51330        |
| Vanault-les-Dames          | 399 (2013)     | –          | – Einw./km²        | 51590      | 51340        |
| Vavray-le-Grand            | 175 (2013)     | –          | – Einw./km²        | 51601      | 51300        |
| Vavray-le-Petit            | 67 (2013)      | –          | – Einw./km²        | 51602      | 51300        |
| Vernancourt                | 89 (2013)      | –          | – Einw./km²        | 51608      | 51330        |
| Villers-le-Sec             | 112 (2013)     | –          | – Einw./km²        | 51635      | 51250        |
| Vroil                      | 113 (2013)     | –          | – Einw./km²        | 51658      | 51330        |

## Bevölkerungsentwicklung
| 1962 | 1968 | 1975 | 1982 | 1990 | 1999 | 2006 |
| ---- | ---- | ---- | ---- | ---- | ---- | ---- |
| 3811 | 4286 | 3879 | 3793 | 3641 | 3517 | 3503 |